# Forza Motorsport 5
Forza Motorsport 5 is een racespel dat op 30 november 2013 werd uitgegeven voor de Xbox One.
Het spel werd onthuld op 21 mei 2013, tijdens de persconferentie waarin de Xbox One onthuld werd, met een trailer die een oranje McLaren P1 liet zien die racete tegen een zilveren McLaren F1.

## Gameplay
Het spel bevat 200 auto's van meer dan 50 verschillende fabrikanten.

## Ontvangst
| Beoordeeld door     | Datum            | Score |
| ------------------- | ---------------- | ----- |
| Common Sense Media  | 2013             | 100%  |
| Softpedia           | 9 december 2013  | 80%   |
| Xbox360Achievements | 20 november 2013 | 80%   |
| HonestGamers        | 1 december 2013  | 70%   |